# Trâu rừng
Trâu rừng (danh pháp: Bubalus arnee) là loài trâu lớn, bản địa của Đông Nam Á. Loài này được coi là bị đe dọa, trong sách đỏ IUCN từ năm 1986 với tổng số lượng còn lại khoảng 4.000 con, trong đó ước tính có gần 2.500 cá thể trưởng thành.
Hiện tổng số trâu rừng vào khoảng 3.400 cá thể, trong đó 3.100 con (91 %) sống ở Ấn Độ, chủ yếu ở bang Assam.
Trâu rừng là loài tổ tiên của trâu nhà, và là loài trâu bò hoang dã lớn thứ hai sau bò tót

## Vấn đề định danh
Sự phân loại của B. arnee/B. bubalis vẫn chưa rõ ràng. Một số nhà động vật học chia B. arnee thành hai loài khác nhau, trong khi một số nhà khoa học khác coi nó có hai phân loài là trâu sông (B. arnee bubalis) và trâu đầm lầy (B. arnee carabanesis). Ngoài ra, ITIS chỉ chấp nhận tên gọi B. bubalis, trong khi CITES trong phụ lục I, II, III có hiệu lực từ ngày 23 tháng 6 năm 2005 gọi trâu rừng là B. arnee còn trâu nhà (trâu rừng đã thuần hóa) là B. bubalis.

## Phân bố và môi trường sống

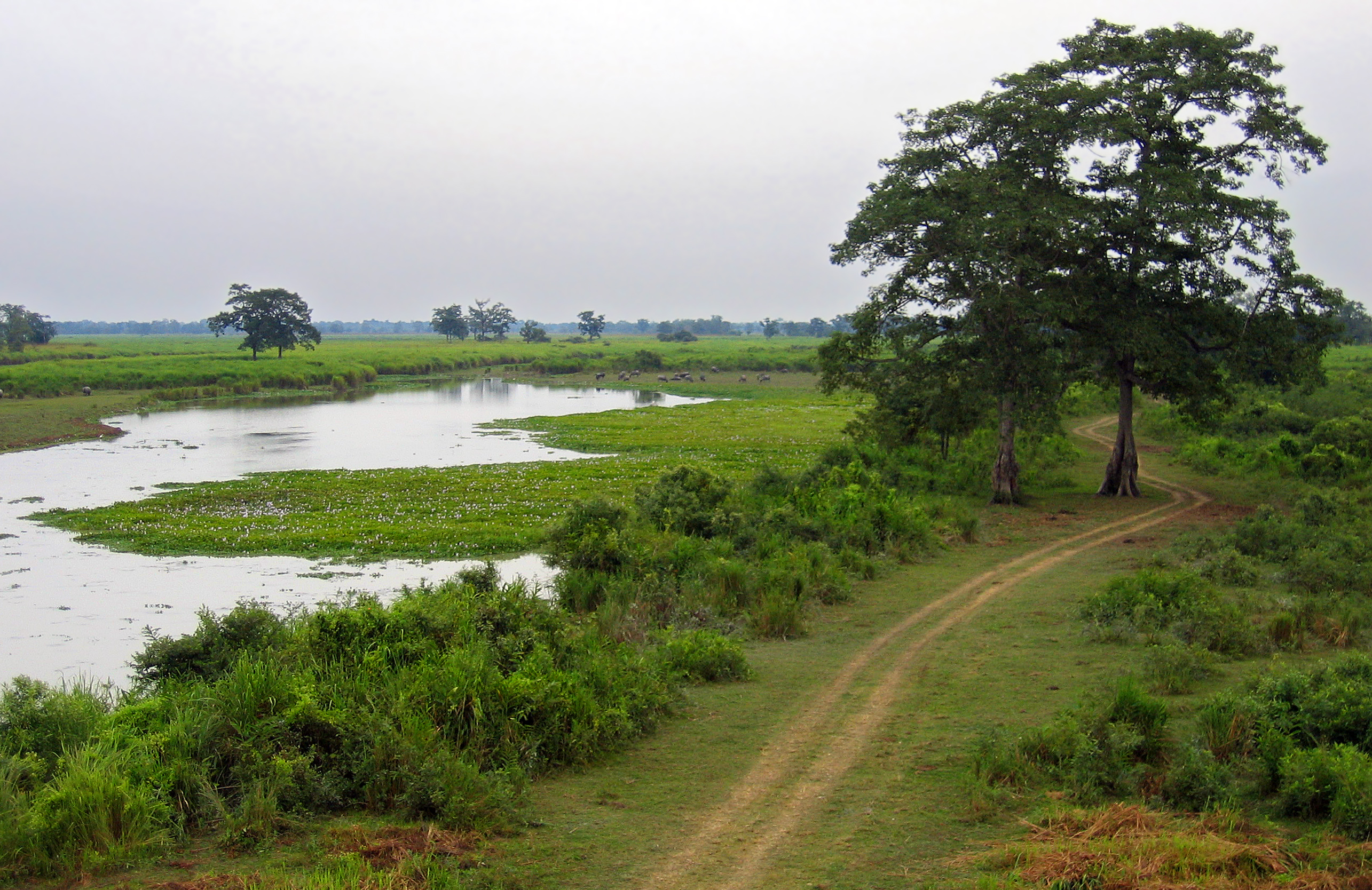
Vườn quốc gia Kaziranga nơi có đàn trâu rừng sinh sống

Trâu rừng sống ở Ấn Độ, Nepal, Bhutan, Thái Lan và Campuchia, Myanmar, Pakistan, Bangladesh, Lào và Việt Nam. Trâu rừng ưa sống tại các đồng cỏ ẩm ướt, đầm lầy và các thung lũng rậm rạp ven sông.

## Thiên địch
Trâu rừng vốn rất kị với hổ và bản tính thì trâu rừng vốn ghét hổ nên hễ thấy mùi hổ là trâu liền giậm chân, lồng lộn lên và cuồng loạn lạ thường đồng thời khi trâu rừng đánh hơi được chỗ hổ đang rình rập thì lao tới. Hai chú trâu rừng khỏe mạnh có thể dễ dàng hạ được một con hổ. Mặc dù vậy, hổ vẫn là loài đe dọa nghiêm trọng đến sự sinh tồn của loài trâu rừng, một con hổ có thể đánh hạ được một con trâu rừng trưởng thành.

## Hình ảnh

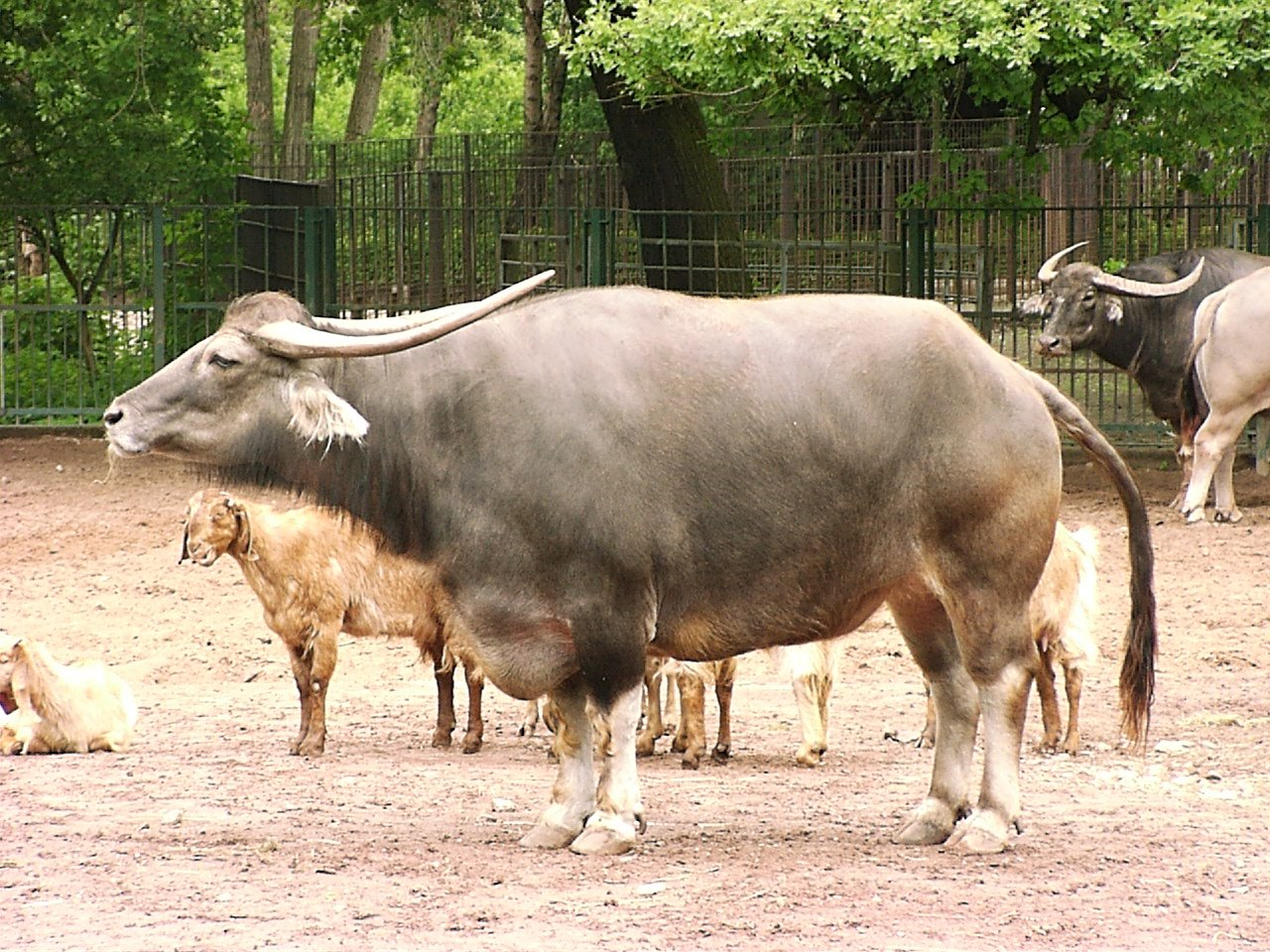
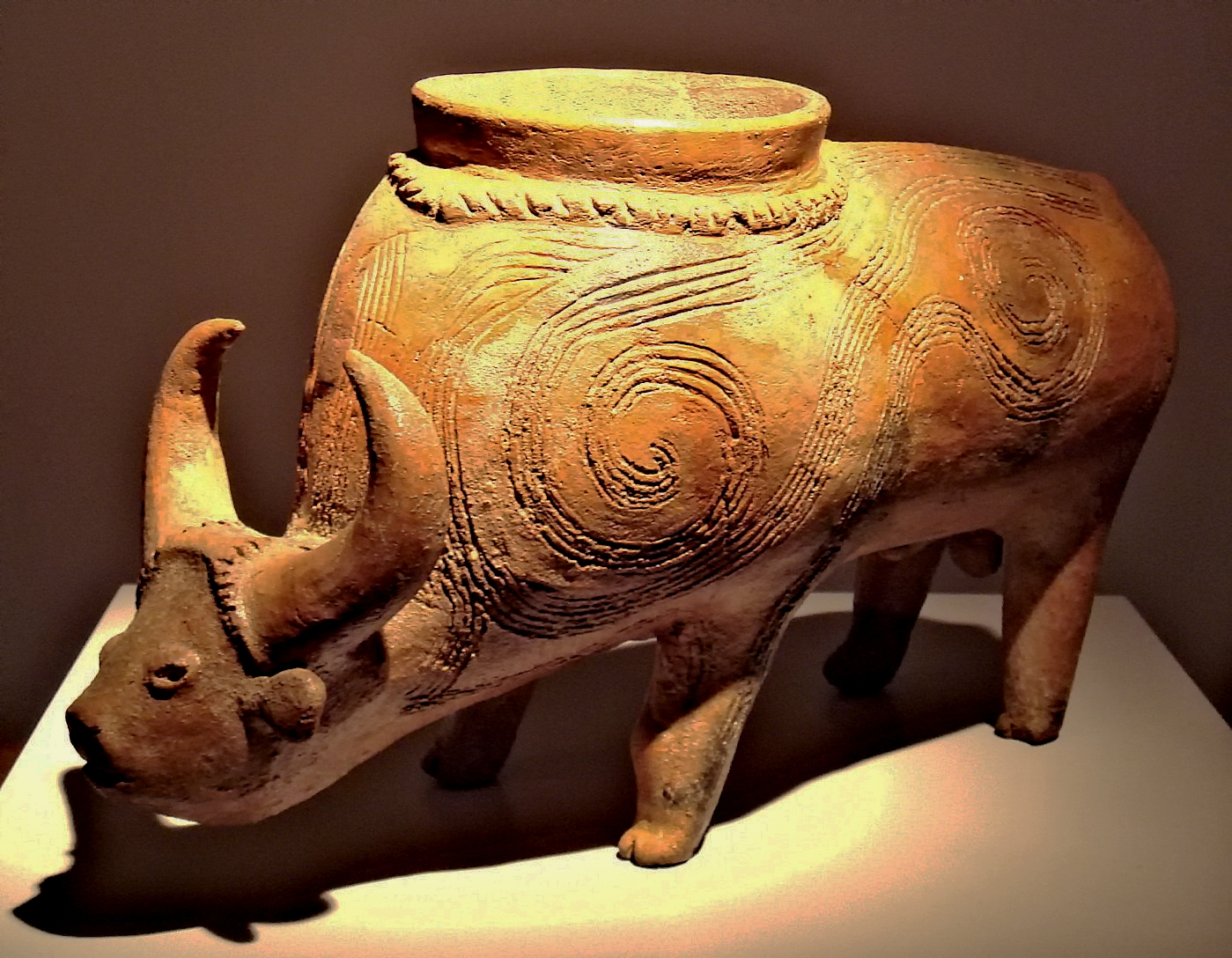
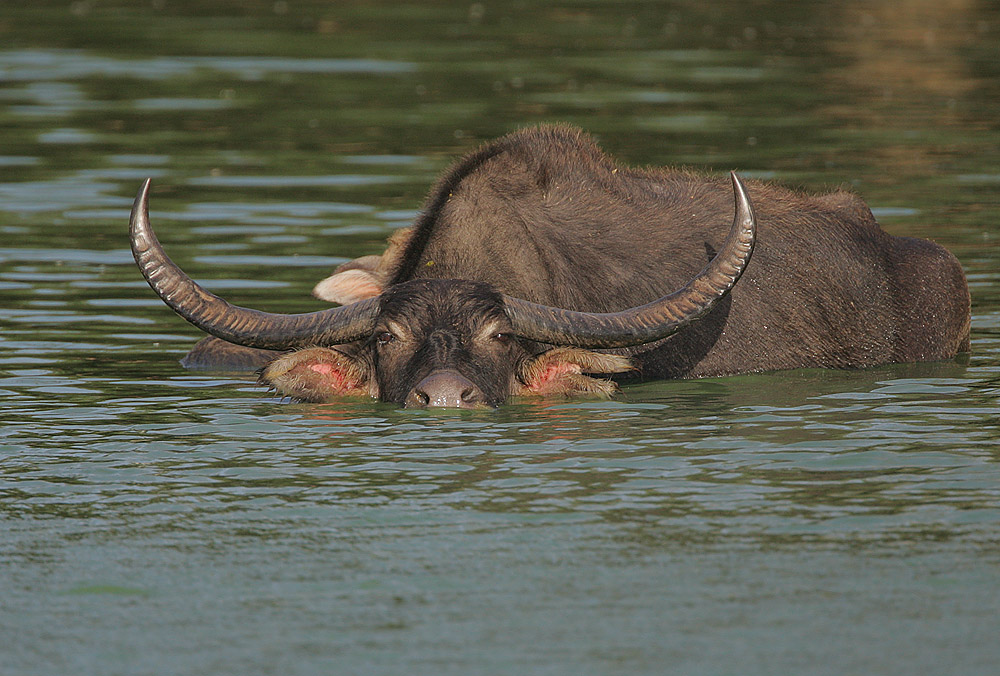
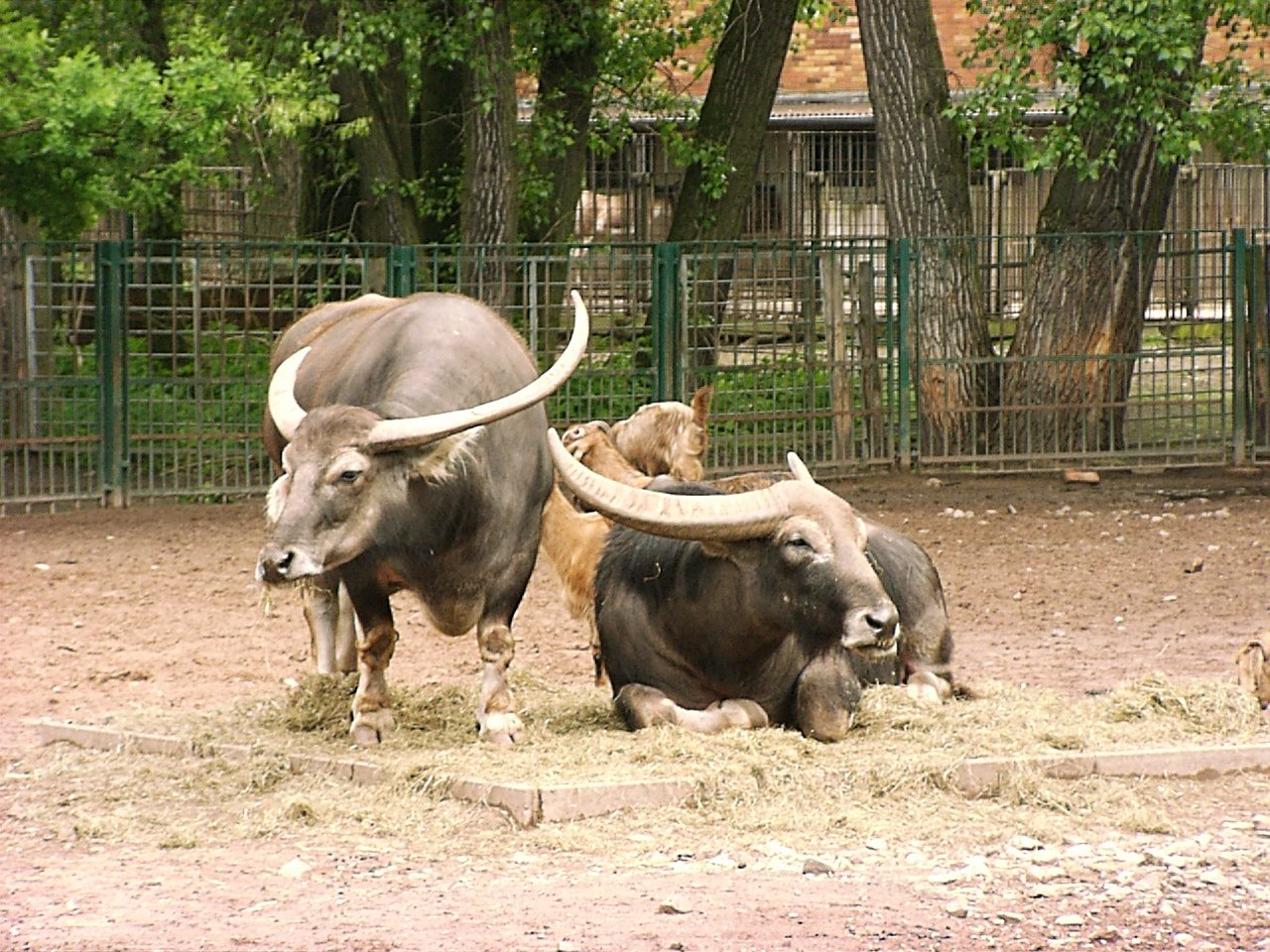